# Aligia utahna
Aligia utahna är en insektsart som beskrevs av Hepner 1939. Aligia utahna ingår i släktet Aligia och familjen dvärgstritar. Inga underarter finns listade i Catalogue of Life.